# Café Regatta
Café Regatta är ett café i Bortre Tölö, Helsingfors, Finland. Cafébyggnaden är en liten röd timmerstuga som har funnits på samma plats på Merikannontie-gatan, vid stranden av Edesviken, sedan 1887. Det finns flera sevärdheter i närheten, såsom Sibeliusmonumentet, Tölö roddstadion (byggd för sommar-OS 1952) och den gamla Villan Humlevik. Caféet var ursprungligen ett fiskeskjul som tillhörde Pauligs kaffefamilj i slutet av 1800-talet.
Café Regatta är litet inomhus, men när vädret tillåter finns det fler sittplatser på caféets terrass, som erbjuder havsutsikt. På caféets terrass finns en eldstad för att grilla korv. Förutom caféprodukter erbjuder Regatta även uthyrning av utrustning; under sommarsäsongen kan man hyra kanot, kajak, roddbåt eller SUP-bräda från caféet.